# Ацољио (Бјела)
Ацољио је насеље у Италији у округу Бијела, региону Пијемонт.
Према процени из 2011. у насељу је живело 151 становника. Насеље се налази на надморској висини од 383 м.